# 権隨玲
権随 玲（ごんずい れあ、2005年3月18日 - ）は、日本のファッションモデル。京都府出身。SGMedia所属。愛称は「れあぱぴ」、ファンネームは「れぴちーの」、ファンマークは「🌺🦖」。『Popteen』元専属モデル。

## 略歴
Popteen専属モデル昇格をかけたリアリティーショーの第二弾として、『第2次Popteenカバーガール戦争』（通称、第2次ポプ戦）が、AbemaTVで製作され、権随は、同番組中の「全国100人オーディション」に応募した。書類選考を通過した権随を含む100人は、一堂に集められ、専属モデル5名および編集部による審査に臨んだ。ダンス、自己PR、写真撮影を経て絞り込まれた12名は面接に進み、自身はギャルスタイルのファッションへのこだわりとPopteenの愛読者であることが評価され、「第2次ポプ戦」の新メンバー6名に選ばれた
。
「第2次ポプ戦」では、レギュラーモデルから選抜された6名と新メンバー6名の計12名で、専属モデルの座を争ったが、ファン投票による中間総選挙で上位8名に入ることができず、その時点で脱落となった。最終回では、途中脱落者も含む12名の中から読者アンケート結果、Youtube動画の評価、ツイッターでのリツイート数、専属モデルと雑誌スタッフの投票による総合ポイントで専属モデル3名昇格が決まったが、この選に漏れた。
「第2次ポプ戦」終了後に、Popteenレギュラーモデル4期生となる。誌面では、中学生モデルによるJCサバイバル企画に参加し、1位は特典、下位2名は3カ月間紙面登場なしという賞罰を競っている。
『第3次Popteenカバーガール戦争』（通称、第3次ポプ戦）が、AbemaTVで製作され、権随を含むレギュラーモデル4期生6名は、新メンバーとともに専属モデルの座を競った。サマンサベガ新作バッグのポスターモデルを競うミッションでは、カメラマンのアドバイスで表現を一変させたことからオファーサイドに大きな驚きを与え、最終候補者6名に残るものの、合格者3名は逃した。「第2次ポプ戦」当時よりも明るくファンキーさも出てきたキャラクターは好評で、中間総選挙は第2位で通過する。
「第3次ポプ戦」最終回で、ミスティックストーリー研修生の福富つきとともにPopteen専属モデル昇格が発表される。

## 人物
- ギャルをファッションテーマとしているが、中学生も真似しやすい、校則の範囲内での黒髪ギャルを目指している[3][16]。
- ねおと即興で作った双子ダンスのTikTokが評判となる[17]。
- 好物は、キャラメルフラペチーノ、パピコである[18]。

## 出演

### テレビ
- 超無敵クラス（2021年12月14日 - 2022年3月22日、日本テレビ）

### ネット番組
- 第2次Popteenカバーガール戦争（2019年4月19日 - 2019年7月19日、AbemaTV）[4][7]
- 第3次Popteenカバーガール戦争（2019年10月4日 - 2020年1月17日、AbemaTV）[19][10]
- 恋する❤︎週末ホームステイ 2021 秋 沖縄 (2021年10月19日 - 2021年12月14日、AbemaTV)

### イベント
- 2019年 11月「ジャパンモデルズ」＠梅田TRAD
- 2019年 11月「デジタル超十代2019」
- 2020年 1月「FASHION LEADERS 2019A/W」＠なんばHATCH

### 広告
- 2020年 2月「麦稈のタピカ」オリジナルタピオカコラボ＆来店イベント

## 書籍

### 雑誌
- Popteen（2019年10月号 - 、角川春樹事務所）専属モデル[8]
- Popteen増刊 Popteenカバーガール戦争公式攻略本（2019年9月号、角川春樹事務所）[20]